# Vladimír Rocman
Vladimír Rocman (8. září 1923 Nové Město nad Metují – 27. dubna 2016 tamtéž) byl český akademický malíř, ilustrátor, grafik, typograf, kurátor výstav, pedagog a fotograf.

## Život
Vladimír Roman se vyučil chromolitografem, poté v letech 1943–1944 studoval Uměleckoprůmyslovou školu a v letech 1945–1950 Vysokou školu uměleckoprůmyslovou v Praze u profesora Antonína Strnadela. Roku 1947 se dostal na tiskařskou praxi do Švýcarska a pak se živil jako grafik v Praze. Od roku 1950 do roku 1953 (během povinné základní vojenské služby) byl činný jako fotoreportér a grafik armádního časopisu Naše vojsko. V letech 1963–1970 připravoval výstavy v Galerii Vincence Kramáře v pražských Dejvicích, v letech 1970–1979 učil na Střední odborné škole výtvarné v Praze. Knihy ilustroval od roku 1953 a čtyřikrát získal ocenění za nejkrásnější knihu roku.

## Z knižních ilustrací

### Česká a slovenská literatura
- Jiří Baum: Africkou divočinou (1957)
- Josef Holeček: Jak u nás žijou a umírají (1967)
- Josef Hons: O lehkonohé lokomotivě a jiné pohádky (1961)
- Andrej Melicherčík, ed.: Jánošík, junošík, lidové pověsti o Juraji Jánošíkovi (1974)
- Karel Opočenský: Nad šachovnicemi celého světa (1960)
- Rudo Moric: Našel jsem vám kamarády (1960)
- Míla Paša: Na hradech a pod hrady (1959)
- Josef Spilka: Napucánek (1968)
- Karolína Světlá: Nemodlenec (1962)
- Josef Uher: Kapitoly o lidech kočovných (1970)
- Jana Moravcová: Pohádky stříbrného delfína (1973)

### Světová literatura
- Alexandr Alexandrovič Blok: Verše o krásné dámě (1980)
- Valerij Brjusov: Rozhraní hlubin (1982)
- Miroslava Holejšovská-Genčiová, ed.: Chlapík z pekla (1986)
- Bertil Mårtensson: Světy bez hranic (1982)
- Fridtjof Nansen: Život Eskymáků (1956)
- Valentin Pikul: Škola plavčíků (1983)
- Oscar Wilde: Pohádky (1981)
- A. L. LLoyd, ed.: Zpěvy anglických havířů (1956)